# Collegio elettorale di Bozzolo (Regno di Sardegna)
Il collegio elettorale di Bozzolo è stato un collegio elettorale uninominale del Regno di Sardegna.

## Dati elettorali
Nel collegio si svolsero votazioni solo per la VII legislatura.

### VII legislatura
Le votazioni si svolsero in 387 collegi uninominali a doppio turno. Come previsto dalla legge elettorale del 20 novembre 1859, era eletto al primo turno il candidato che «riunisce in suo favore più del terzo dei voti del total numero dei membri componenti il collegio e più della metà dei suffragi dati dai votanti presenti all'adunanza» (art. 91). Se nessun candidato era eletto, al ballottaggio tra i due candidati con più voti era eletto chi otteneva il maggior numero di voti (art. 92) o, in caso di ugual numero di voti, il maggiore d'età (art. 93).
| Partito                            | Partito                            | Candidato                          | Risultati 25 marzo 1860 | Risultati 25 marzo 1860 |
| Partito                            | Partito                            | Candidato                          | Voti                    | %                       |
| ---------------------------------- | ---------------------------------- | ---------------------------------- | ----------------------- | ----------------------- |
|                                    | —                                  | Camillo Benso, conte di Cavour     | 318                     | 90,34                   |
|                                    | —                                  | Giacomo Ferretti                   | 15                      | 4,26                    |
|                                    | —                                  | Giuseppe Finzi                     | 13                      | 3,69                    |
|                                    | —                                  | Voti dispersi                      | 6                       | 1,70                    |
|                                    |                                    |                                    |                         |                         |
| Iscritti                           | Iscritti                           | Iscritti                           | 734                     | 100,00                  |
| ↳ Votanti (% su iscritti)          | ↳ Votanti (% su iscritti)          | ↳ Votanti (% su iscritti)          | 359                     | 48,91                   |
| ↳ Voti validi (% su votanti)       | ↳ Voti validi (% su votanti)       | ↳ Voti validi (% su votanti)       | 352                     | 98,05                   |
| ↳ Schede non valide (% su votanti) | ↳ Schede non valide (% su votanti) | ↳ Schede non valide (% su votanti) | 7                       | 1,95                    |
| ↳ Astenuti (% su iscritti)         | ↳ Astenuti (% su iscritti)         | ↳ Astenuti (% su iscritti)         | 375                     | 51,09                   |

| Partito                            | Partito                            | Candidato                          | Primo turno 6 maggio 1860 | Primo turno 6 maggio 1860 | Ballottaggio 10 maggio 1860 | Ballottaggio 10 maggio 1860 |
| Partito                            | Partito                            | Candidato                          | Voti                      | %                         | Voti                        | %                           |
| ---------------------------------- | ---------------------------------- | ---------------------------------- | ------------------------- | ------------------------- | --------------------------- | --------------------------- |
|                                    | —                                  | Valentino Pasini                   | 153                       | 55,84                     | 162                         | 73,64                       |
|                                    | —                                  | Giovanni Rossetti                  | 93                        | 33,94                     | 58                          | 26,36                       |
|                                    | —                                  | Voti dispersi                      | 28                        | 10,22                     |                             |                             |
|                                    |                                    |                                    |                           |                           |                             |                             |
| Iscritti                           | Iscritti                           | Iscritti                           | 734                       | 100,00                    | 734                         | 100,00                      |
| ↳ Votanti (% su iscritti)          | ↳ Votanti (% su iscritti)          | ↳ Votanti (% su iscritti)          | 274                       | 37,33                     | 223                         | 30,38                       |
| ↳ Voti validi (% su votanti)       | ↳ Voti validi (% su votanti)       | ↳ Voti validi (% su votanti)       | 274                       | 100,00                    | 220                         | 98,65                       |
| ↳ Schede non valide (% su votanti) | ↳ Schede non valide (% su votanti) | ↳ Schede non valide (% su votanti) | 0                         | 0,00                      | 3                           | 1,35                        |
| ↳ Astenuti (% su iscritti)         | ↳ Astenuti (% su iscritti)         | ↳ Astenuti (% su iscritti)         | 460                       | 62,67                     | 511                         | 69,62                       |

Il deputato Benso optò per il collegio di Torino I il 13 aprile 1860 e il collegio fu riconvocato.